# Michelle Williams (cantante)
Tenitra Michelle Williams (Rockford, Illinois, 23 de julio de 1979) es una cantante, compositora, actriz, bailarina y productora discográfica estadounidense. Ella es conocida por ser una de las tres integrantes del famoso grupo musical Destiny's Child, cual es el grupo femenino que más discos ha vendido en la historia de la música mundialmente. Michelle se unió al grupo Destiny's Child en 1999 remplazando a LeToya Luckett y LaTavia Roberson, hecho que causó una gran controversia. Williams continuó cantando con Beyoncé y Kelly Rowland en el trío hasta que se separan en 2005.
Michelle emergió como solista en 2002 con el lanzamiento de su álbum debut Heart to Yours, el cual fue el álbum más vendido en el género góspel y soul. El segundo álbum de estudio de Michelle, fue lanzado en el 2004 con ventas de más de 100.000 copias en los Estados Unidos.
El 2 de abril de 2006, cantó "America the Beautiful" en WrestleMania 22, evento realizado por la World Wrestling Entertainment (WWE) en Chicago, Illinois.
El éxito de Williams en la industria musical, le ha dado la oportunidad de participar en otros campos del medio, incluyendo la televisión y actriz de Broadway. Aun así siempre regresa a la música, su tercer álbum Unexpected tiene un lanzamiento para el 12 de agosto de 2008. Su primer sencillo, We Break the Dawn, fue lanzado en 15 de abril, el sencillo se posicionó en el número 1 en el Billboard Hot Dance Airplay.

## Biografía
Tenitra Michelle Williams nació el 23 de julio de 1979 y fue criada en una familia muy cristiana. Sus comienzos en el mundo de la música se remontan a los coros de iglesia en su infancia. Luego ella se unió al grupo United Harmony con su hermana Cameron. Después de asistir al Rockford Auburn High School y siendo parte del C.A.P.A. (Creative and Performing Arts), un programa de este centro de estudios, continuó y se graduó en Justicia Criminal en el Illinois State University mientras cantaba en el coro de la estrella de R&B Mónica. Justo cuando andaba de tour con Mónica, ella estaba en un hotel de Atlanta cuando conoció a Kelly Rowland y Beyoncé Knowles. Meses después de esto, Beyoncé le preguntó a un conocido si sabía de alguien que pudiera cantar junto a ellas y esta persona se refirió a Michelle Williams y desde entonces se formaría hasta entonces la desconocida banda, pero que se convertiría la agrupación femenina más grande y vendida de toda la historia: Destiny's Child. Después de un altercado entre las integrantes fundadoras de Destiny's Child, Beyoncé Knowles, Kelly Rowland, LeToya Luckett y LaTavia Roberson, de las cuales estas dos últimas saldrían de la banda justo antes de la grabación del video “Say my Name”, el cual sería uno de los mayores éxitos de todos los tiempos para Destiny's Child, justo después de la partida de estas dos integrantes se integraron al grupo Michelle Williams y Farrah Franklin, de las cuales 5 meses después de su ingreso Farrah decidiría irse de la banda también ya que declarará que: “perdía su identidad dentro del grupo”. Después de tantos problemas llegaría la luz a Destiny's Child cuando en el 2000 la banda grabara el tema principal de la película Los ángeles de Charlie. El tema llamado Independent Women llegaría al número 1 en el mundo y permanecería ahí por 11 semanas consecutivas.

## Survivor y 8 Days of Christmas
En 2001 Destiny's Child lanzó al mundo el 1 de mayo, su tercer álbum de estudio “Survivor”, el cual solo en su primera semana vendería más de 500.000 copias y más de 12 millones de álbumes en total en el mundo. Luego de este éxito de ventas con Destiny's Child, la banda decidiría tomarse un descanso a finales de 2001, dejando así la puertas abiertas para que Michelle Williams, Kelly Rowland y Beyoncé Knowles grabaron sus álbumes en solitario.

## Heart to Yours y Do You Know
En 2002 Michelle lanzó su primer álbum solista "Heart to Yours”, el cual es un álbum góspel muy armónico y sincero, el cual se convirtió en número 1 en Billboard Gospel Chart. Luego en 2004 Michelle decide lanzar su segundo álbum solista “Do you Know”, el cual es un álbum góspel también y que alcanzó el número 3 en Billboard Gospel Chart, lo cual demuestra que no tuvo tanto éxito como su primer álbum. De este álbum se desprende el tema Do You Know, el cual no logró grandes éxitos pero si dio a conocer su nuevo trabajo.

## Era Destiny Fulfilled y #1's
Ese mismo año Destiny's Child anunció su regreso, y con el cual se vendrían una serie de éxitos más además de un premió nunca antes dado en la industria musical a otro grupo. En noviembre de 2004 se lanzó el álbum “Destiny Fulfilled”, el cual se posicionó inmediatamente en el número 1 de ventas en Billboard 200 y en el mundo entero siendo este el álbum más vendido ese año con la cifra de más de 10 millones de copias en el mundo. El primer sencillo de este álbum “Lose my Breath, llegó rápidamente al número 1 en el mundo y fue el gran hit del álbum, alcanzando el número 3 en Billboard Hot 100. El segundo tema del álbum es “Soldier” un tema muy urbano que consta con las colaboraciones de T.I. y Lil' Wayne, este tema también llegó a la cima en el mundo y se posicionó 1 en Billboard Hot 100. El tercer sencillo fue “Girl”, un tema de medio tiempo y en el cual Destiny's Child en su video hacia un homenaje a la serie Sex and the city. El último corte de este álbum fue el tema “Cater 2 U” y logró llegar a los más alto de los charts, era una balada muy romántica y seductora con una perfecta unión de las tres voces de las integrantes. Junto al éxito de ventas de este álbum se le suma el Destiny Fulfilled and love it….tour, el cual sería otro éxito más ya que llenaron cada estadio en el mundo en el cual se presentaron. Durante ese mismo tour, el concierto de Barcelona, el trío anunció su separación definitiva, dejando a todos los fanes en el mundo impresionados con la noticia. En octubre de 2005, Destiny's Child les da un último regalo a todos sus fanes con su último álbum #1's, un disco de grandes éxitos que incluía tres nuevos temas, de los cuales dos serían sencillo, Stand Up For Love el cual fue el himno mundial del día del niño en Mcdonal ese año, Check on it, el que fue el tema principal de la película The Pink Panther protagonizada por Beyoncé. El álbum alcanzó el número 1 en Billboard 200 y vendió más de 3.5 millones de copias en el mundo.

## Unexpected
En este 2008 la cantante Michelle Williams, lanzará su tercer álbum de estudio, pero primer álbum comercial “Unexpected”, del cual ya se lanzó su primer sencillo el 15 de abril de este año, el tema se llama We Break the Dawn, el cual alcanzó el número 1 en Billboard Hot Dance Airplay. El álbum sale a la venta el 7 de octubre en los Estados Unidos y se tiene muchas expectativas por parte de los fanes tanto de Michelle como de Destiny's Child por este álbum, ya que es un álbum Pop-Dance o más bien como lo definió la misma Michelle, un álbum “Electro-Pop-Euro-Dance”. El segundo sencillo del álbum será doble, se lanzaran paralelamente dos temas del álbum este mes de septiembre “The Greatest” y “Hello Heartbreak.

## Journey to Freedom
Es el cuarto disco de estudio de la cantante, publicado el 9 de septiembre de 2014, bajo el sello de Light Records y E1Music. Marcó su primer lanzamiento después de dejar la compañía en la que siempre había estado "Columbia Records" y su director Mathew Knowles, padre de Beyoncé en 2009. Después de un descanso del periodo de grabación, se mete de lleno en una colaboración con el compositor Armony Samuels para producir "journey to Freedom" (viaje a la libertad), donde explora con los ritmos de góspel, fusionándolos con toques de R&B cotemporáneo y urbano.
El álbum fue precedido por el lanzamiento de su primer sencillo "If we had your eyes" que alcanzó su punto máximo en el Top 20 de EE. UU. (29) y R&B Contemporany adut(22). Su segundo sencillo fue "Fire" que tuvo también su videoclip. El tercer sencillo del disco fue "Say yes", esto fue una gran sorpresa para los fanes del trío Destiny's Child, porque colaboraron con ella en la canción prestando su voz y aparte grabaron un videoclip las tres juntas, (primer video que graba el trío en 10 años), lo que rápidamente impulsó tanto la venta del disco como su posicionamiento, la canción estuvo 52 semanas en las listas de evangelio y se posicionó número 1 siete veces, siendo su mejor marca personal desde que emprendió su carrera en solitario. En los Estados Unidos, tras su estreno "Decir sí" alcanzó el número diecinueve en los Billboard Twitter mejores temas gráfico de EE. UU. Después de su lanzamiento, "decir que sí" entró en la lista de los diez primeros de los Billboard caliente de las canciones Gospel Chart en el número cinco en su segunda semana de trazar sobre el tema del 21 de junio de 2014, mientras que también alcanzando el número uno y cuatro en las canciones Evangelio digitales y Evangelio que reproduce canciones tablas, respectivamente, siendo esta última también su posición de debut. Sobre la cuestión de 5 de julio, la canción saltó de la posición de las nueve de la parte superior de la tabla caliente de las canciones Evangelio, y al mismo tiempo alcanzar el número uno en las canciones Evangelio streaming y canciones Evangelio digitales. Con esa proeza, se convirtió en Williams primer sencillo número uno en las canciones caliente del Evangelio, de pasar 2 semanas consecutivas en la parte superior de la tabla y 4 semanas en el número uno en la lista de canciones Evangelio digital. En su vigésimo cuarta semana de historias clínicas en el Hot Gospel Songs, "Decir sí" regresado al número 1, en la cuestión del 22 de noviembre de 2014, permaneciendo allí durante cinco semanas consecutivas, lo que da un total de siete semanas no consecutivas en el número 1.
En el burbujear debajo Hot 100 Singles gráfico, que actúa como una extensión de 25 canciones de las principales Billboard Hot 100, "Decir sí" alcanzó el puesto número 9. También alcanzó el puesto número 14 en el Billboard componentes canciones Heatseekers gráfico. Luis Gómez en un artículo para el Chicago Tribune opinó que el mensaje religioso de la canción fue la razón por su suave recepción y el rendimiento en las listas de la corriente principal.
En el Reino Unido, "Decir sí" debutó y alcanzó su punto máximo en la lista de sencillos del Reino Unido y el componente de lista británica de R & B en los números 106 y 15, respectivamente, el 14 de junio de 2014. La canción se desempeñaron mejor en el país Reino Unido Indie Gráfico en el que alcanzó su punto máximo en la octava posición en su primera semana. en Francia, Williams logró su primer sencillo en solitario en los Singles Chart franceses cuando la pista debutó en el número 161 en la primera semana de historias clínicas para el 14 de junio de 2014. La semana siguiente, se cayó de la tabla, pero volvió a entrar en su posición máxima de 90 el 28 de junio se cayó a la posición de 155 la semana próxima y completamente abandonado después. En otra parte, se trazó durante cinco semanas en la versión de Flandes del belga Singles Chart Urbano donde alcanzó el número 28 el 14 de junio de 2014.
Grabó su cuarto sencillo Believe in me en el que contó con imágenes de sus fanes cantando su canción, en un intento de acercarse más a su público, el cual tuvo una gran acogida.

## Televisión
Actualmente[¿cuándo?]  Michelle se encuentra trabajando en el nuevo show de MTV, “Top Pop Group”, en donde Michelle es una de las jurados del programa.

## Discografía

### Álbumes de estudio
| Año  | Álbum              | Chart | Chart | Chart | Chart | Chart | Chart | Chart | Chart | Chart | Chart | Chart | Comentarios                                                                                        |
| Año  | Álbum              | US    | UK    | CAN   | AUS   | NZ    | ALE   | AUT   | SUI   | CHN   | JAP   | UWC   | Comentarios                                                                                        |
| ---- | ------------------ | ----- | ----- | ----- | ----- | ----- | ----- | ----- | ----- | ----- | ----- | ----- | -------------------------------------------------------------------------------------------------- |
| 2002 | Heart to Yours     | 57    | 34    | 15    | 92    | 1     | 98    | 78    | 2     | 4     | 12    | 30    | Fecha de lanzamiento: 16 de abril de 2002 Ventas mundiales: 1,100,000                              |
| 2004 | Do You Know        | 198   | 87    | 4     | 12    | 38    | 16    | 21    | 62    | 4     | 4     | -     | Fecha de lanzamiento: 26 de enero de 2004 Ventas mundiales: +328,000                               |
| 2008 | Unexpected         | 42    |       |       |       |       |       |       |       |       |       |       | Fecha de lanzamiento: 7 de octubre de 2008 Ventas mundiales:+110.000 (hasta el 6 de enero de 2009) |
| 2014 | Journey to Freedom | 29    | 6     |       |       |       |       |       |       |       |       |       | Fecha de lanzamiento: 9 de septiembre , 2014                                                       |

### Álbumes Recopilatorios
| Título                       | Álbum datos |
| ---------------------------- | --- |
| Heart to Yours / Do You Know | - Relanzado: 31 de octubre de 2006 - Compañías Discográficas: Sanctuary Records, Columbia Records - Formatos: CD, descarga digital |

### Sencillos como artista principal
| Título                                        | Año  | Posición más alta en las listas | Posición más alta en las listas | Posición más alta en las listas | Posición más alta en las listas | Posición más alta en las listas | Posición más alta en las listas | Posición más alta en las listas | Posición más alta en las listas | Posición más alta en las listas | Álbum              |
| Título                                        | Año  | US Bub.                         | US Dance                        | US Gospel                       | US Adult R&B                    | FRA                             | HUN                             | UK                              | UK Indie                        | UK R&B                          | Álbum              |
| --------------------------------------------- | ---- | ------------------------------- | ------------------------------- | ------------------------------- | ------------------------------- | ------------------------------- | ------------------------------- | ------------------------------- | ------------------------------- | ------------------------------- | ------------------ |
| "Heard a Word"                                | 2002 | —                               | —                               | —                               | —                               | —                               | —                               | —                               | —                               | —                               | Heart to Yours     |
| "Do You Know"                                 | 2004 | —                               | —                               | —                               | —                               | —                               | —                               | —                               | —                               | —                               | Do You Know        |
| "We Break the Dawn"                           | 2008 | —                               | 4                               | —                               | —                               | —                               | 38                              | 47                              | —                               | —                               | Unexpected         |
| "The Greatest"                                | 2008 | —                               | 1                               | —                               | —                               | —                               | —                               | —                               | —                               | —                               | Unexpected         |
| "Hello Heartbreak"                            | 2008 | —                               | —                               | —                               | —                               | —                               | —                               | —                               | —                               | —                               | Unexpected         |
| "Waiting on You" (with Ultra Naté)            | 2011 | —                               | 11                              | —                               | —                               | —                               | —                               | —                               | —                               | —                               | Hero Worship       |
| "If We Had Your Eyes"                         | 2013 | —                               | —                               | 22                              | 19                              | —                               | —                               | —                               | —                               | —                               | Journey to Freedom |
| "Fire"                                        | 2013 | —                               | —                               | —                               | —                               | —                               | —                               | —                               | —                               | —                               | Journey to Freedom |
| "Say Yes" (featuring Beyoncé & Kelly Rowland) | 2014 | 9                               | —                               | 1                               | —                               | 90                              | —                               | 106                             | 8                               | 15                              | Journey to Freedom |
| "Believe in Me"                               | 2015 | —                               | —                               | —                               | —                               | —                               | —                               | —                               | —                               | —                               | Journey to Freedom |
| "—" no se posicionó en las listas de ese país |      |                                 |                                 |                                 |                                 |                                 |                                 |                                 |                                 |                                 |                    |

### Colaboraciones
| Título                                                                                           | Año  | Álbum |
| ------------------------------------------------------------------------------------------------ | ---- | ----- |
| "Prayer Song" (Kim Burrell featuring Michelle Williams, Musiq Soulchild, Lil' Mo & Tye Tribbett) | 2010 | N/A   |
| "Simply Amazing" (Todd Dulaney featuring Michelle Williams)                                      | 2011 | N/A   |
| "On the Run" (Electric Giant Beatz featuring Michelle Williams)                                  | 2011 | N/A   |

### Sencillos promocionales y bandas sonoras
| Título                 | Año  | Álbum          |
| ---------------------- | ---- | -------------- |
| "Sun Will Shine Again" | 2002 | Heart to Yours |
| "Let's Stay Together"  | 2005 | Roll Bounce    |
| "Love Gun"             | 2011 | N/A            |

### Otras canciones
| Título                                                              | Año  | Posición más alta en la lista | Álbumes          |
| Título                                                              | Año  | KR Gaon                       | Álbumes          |
| ------------------------------------------------------------------- | ---- | ----------------------------- | ---------------- |
| "You Changed" (Kelly Rowland featuring Beyoncé & Michelle Williams) | 2013 | 20                            | Talk a Good Game |

### Apariciones en Álbumes
| Canción                                         | Año  | Artista(s)                                             | Álbum                                              |
| ----------------------------------------------- | ---- | ------------------------------------------------------ | -------------------------------------------------- |
| "Will You Still Love Me?"                       | 2003 | Urban Knights (featuring Michelle Williams)            | Urban Knights 5                                    |
| "Interlude (Spoken)"                            | 2004 | Ramiyah (with Michelle Williams)                       | Ramiyah                                            |
| "Let's Stay Together (The Remix King Soul Mix)" | 2005 | Michelle Williams                                      | Boogie Oogie Oogie (sencillo por Brooke Valentine) |
| "Do You Know (Live in Atlanta)"                 | 2007 | Michelle Williams                                      | Spirits Rising Vol. 1 & 2                          |
| "New Song"                                      | 2009 | Jeannette Bayardelle (featuring Michelle Williams)     | Transferable                                       |
| "By Your Side"                                  | 2009 | Kanye West & Malik Yusef (featuring Michelle Williams) | G.O.O.D. Morning, G.O.O.D. Night                   |
| "Katya"                                         | 2011 | Idle Warship (featuring Michelle Williams)             | Habits of the Heart                                |
| "Ocean Blue"                                    | 2016 | Papa San (featuring Michelle Williams)                 | Journey                                            |

### Aparición en Banda Sonora
| Canción         | Año  | Artista(s)                                                      | Película         |
| --------------- | ---- | --------------------------------------------------------------- | ---------------- |
| "More Like You" | 2010 | Deitrick Haddon & Voices of Unity (featuring Michelle Williams) | Blessed & Cursed |

### Créditos
| Canción        | Año  | Artista(s)                                 | Álbum                     |
| -------------- | ---- | ------------------------------------------ | ------------------------- |
| "You Will Win" | 2007 | Kelly Rowland                              | Spirits Rising Vol. 1 & 2 |
| "Katya"        | 2011 | Idle Warship (featuring Michelle Williams) | Habits of the Heart       |

### Vídeos de Música
| Título                                             | Año  | Director(e)(s)              | Artista(s)                                                                   |
| -------------------------------------------------- | ---- | --------------------------- | ---------------------------------------------------------------------------- |
| "Heard a Word"                                     | 2002 | Sylvain White               | Michelle Williams                                                            |
| "Do You Know"                                      | 2004 | Matthew Rolston             | Michelle Williams                                                            |
| "Boogie Oogie Oogie"                               | 2005 | Kevin Hunter                | Brooke Valentine (guest appearance)                                          |
| "Get Me Bodied"                                    | 2007 | Anthony Mandler and Beyoncé | Beyoncé (guest appearance)                                                   |
| "We Break the Dawn"                                | 2008 | Phil Griffin                | Michelle Williams                                                            |
| "We Break the Dawn, Part 2"                        | 2008 | Phil Griffin                | Michelle Williams (featuring Flo Rida)                                       |
| "We Break the Dawn" (Karmatronic Remix Radio Edit) | 2008 | Phil Griffin                | Michelle Williams                                                            |
| "The Greatest"                                     | 2008 | Thomas Kloss                | Michelle Williams                                                            |
| "On the Run"                                       | 2011 | Eduard Schneider            | Electric Giant Beatz (featuring Michelle Williams)                           |
| "Waiting on You"                                   | 2012 | Karl Giant                  | Ultra Naté & Michelle Williams                                               |
| "If We Had Your Eyes"                              | 2013 | Derek Blanks                | Michelle Williams                                                            |
| "Superpower"                                       | 2013 | Jonas Akerlund              | Beyoncé (featuring Frank Ocean)                                              |
| "Fire"                                             | 2014 | Derek Blanks                | Michelle Williams                                                            |
| "Say Yes"                                          | 2014 | Matthew A. Cherry           | Michelle Williams (featuring Beyoncé and Kelly Rowland)                      |
| "Rather Be"                                        | 2014 |                             | Tyler Ward, Fresh Big Mouf (featuring Michelle Williams and Deitrick Haddon) |
| "Believe in Me"                                    | 2015 | Matthew A. Cherry           | Michelle Williams                                                            |

## Actuaciones

### Broadway
| Año  | Obra             | Papel      |
| ---- | ---------------- | ---------- |
| 2003 | Aída             | Aída       |
| 2007 | The Color Purple | Shug Avery |

### Televisión
| Año  | Título      | Papel        | Notas       |
| ---- | ----------- | ------------ | ----------- |
| 2006 | Half & Half | Naomi Dawson | 3 episodios |